# Кочегаров, Алексей Викторович
Алексей Викторович Кочегаров (род. 22 марта 1978) — российский хоккеист, нападающий.

## Биография
Воспитанник московского «Спартака». Выступал за клуб и его фарм-клубы в сезонах 1995/96 — 1998/99. На протяжении семи сезонов (1999/2000 — 2005/06) играл за «Витязь» Подольск / «Чехов». В сезоне 2006/07 провёл по одному матчу за белорусский «Металлург» Жлобин и его фарм-клуб. В сезоне 2007/08 играл в высшей российской лиге за «Сокол» Киев (Украина, 1 матч) и «Газпром-ОГУ» Оренбург.